# Alexandr Tihonov
Alexandr Tihonov (în rusă Александр Иванович Тихонов, Alexandr Ivanovici Tihonov; n. 11 septembrie 1938, Harkov, RSS Ucraineană, URSS – d. 25 februarie 2019, Harkiv, Regiunea Harkov, Ucraina) a fost un farmacist rus, doctor habilitat în științe farmaceutice, profesor la Universitatea Națională de Farmacie din Ucraina, președinte al Asociației Apiterapeuților din Ucraina. A fost laureat al Premiului de Stat al Ucrainei în domeniul științei și tehnicii (2013).
A absolvit Institutul de Farmacie din Harkov în 1961. În 1983 a susținut teza de doctor habilitat.